# Series 40
Series 40 (também conhecida como s40) é uma interface de usuário (UI) Nokia para celulares. Uma das mais famosas e utilizadas em todo o mundo, segundo a própria Nokia, 1.5 bilhões de aparelhos celulares com s40 foram vendidos até Janeiro de 2012, S40 tem mais recursos do que o Series 30, que é um sistema operativo básico. Eles não são usados para smartphones, em que a Nokia utiliza principalmente o Windows Phone e até 2012 usava o Symbian.

## História
Série 40 foi oficialmente introduzida em 1999 com o lançamento do Nokia 7110, Ele tinha um display monocromático de 96 × 65 pixels e foi o primeiro telefone a vir com um browser WAP. Ao longo dos anos, a interface do usuário S40 evoluiu a partir de uma interface do usuário de baixa resolução para uma interface de alta resolução, que se tornou disponível em 2005, introduziu o suporte para dispositivos com resoluções até QVGA (240 × 320). É possível personalizar o look-and-feel da interface do usuário através de temas. A lista de todos os dispositivos da serie 40 pode ser encontrada no site da Nokia. Em 2012, os novos celulares Nokia Asha, Nokia Asha 201, 302, 303 e 311 foram lançados.

## Funções

### Aplicações
Ele funciona como aplicativo de comunicação, conta com email via POP3 e IMAP4, leitor de mensagem SMS e MMS, calendário, gerenciador de pastas e arquivos simples, rádio FM, navegador da web, há possibilidade de instalar programas, por intermédio da plataforma Java e do Flash Lite.

### Navegador da Web
O navegador integrado pode acessar o conteúdo mais web através do prestador de serviços XHTML/HTML gateway. A versão mais recente das series 40, chamado de Series 40 6th Edition, introduziu um novo navegador baseado no WebKit open source e componentes WebCore e JavaScriptCore. O novo navegador oferece suporte para HTML 4.01, CSS2, JavaScript 1.5, e Ajax.

### Sincronização
Suporte para SyncML sincronização com serviços externos do livro de endereços, calendário e notas está presente. No entanto, com muitos S40, essas configurações de sincronização devem ser enviadas através de um OTA mensagem de texto.

### Plataforma de Software
Series 40 é um embedded software plataforma que está aberto para o desenvolvimento de software por meio de norma ou conteúdo de fato e tecnologias de desenvolvimento de aplicações. Ele suporta Java MIDlets, ou seja, tecnologia Java MIDP e CLDC, que oferecem localização, comunicação, mensagens, meios de comunicação, e recursos gráficos.